# CYP39A1
CYP39A1 (англ. Cytochrome P450 family 39 subfamily A member 1) – білок, який кодується однойменним геном, розташованим у людей на короткому плечі 6-ї хромосоми. Довжина поліпептидного ланцюга білка становить 469 амінокислот, а молекулярна маса — 54 116.
| 10         |  | 20         |  | 30         |  | 40         |  | 50         |
| ---------- |  | ---------- |  | ---------- |  | ---------- |  | ---------- |
| MELISPTVII |  | ILGCLALFLL |  | LQRKNLRRPP |  | CIKGWIPWIG |  | VGFEFGKAPL |
| EFIEKARIKY |  | GPIFTVFAMG |  | NRMTFVTEEE |  | GINVFLKSKK |  | VDFELAVQNI |
| VYRTASIPKN |  | VFLALHEKLY |  | IMLKGKMGTV |  | NLHQFTGQLT |  | EELHEQLENL |
| GTHGTMDLNN |  | LVRHLLYPVT |  | VNMLFNKSLF |  | STNKKKIKEF |  | HQYFQVYDED |
| FEYGSQLPEC |  | LLRNWSKSKK |  | WFLELFEKNI |  | PDIKACKSAK |  | DNSMTLLQAT |
| LDIVETETSK |  | ENSPNYGLLL |  | LWASLSNAVP |  | VAFWTLAYVL |  | SHPDIHKAIM |
| EGISSVFGKA |  | GKDKIKVSED |  | DLENLLLIKW |  | CVLETIRLKA |  | PGVITRKVVK |
| PVEILNYIIP |  | SGDLLMLSPF |  | WLHRNPKYFP |  | EPELFKPERW |  | KKANLEKHSF |
| LDCFMAFGSG |  | KFQCPARWFA |  | LLEVQMCIIL |  | ILYKYDCSLL |  | DPLPKQSYLH |
| LVGVPQPEGQ |  | CRIEYKQRI  |  |            |  |            |  |            |

A: Аланін

C: Цистеїн

D: Аспарагінова кислота

E: Глутамінова кислота

F: Фенілаланін

G: Гліцин

H: Гістидин

I: Ізолейцин

K: Лізин

L: Лейцин

M: Метіонін

N: Аспарагін

P: Пролін

Q: Глутамін

R: Аргінін

S: Серин

T: Треонін

V: Валін

W: Триптофан

Кодований геном білок за функцією належить до оксидоредуктаз. 
Задіяний у таких біологічних процесах, як метаболізм ліпідів, метаболізм стероїдів, деградація ліпідів. 
Білок має сайт для зв'язування з іонами металів, іоном заліза, гемом, НАДФ. 
Локалізований у мембрані, ендоплазматичному ретикулумі, мікросомах.